# Joseph-Francis Sumégné
Joseph Francis Sumégné, né à Bamendjou, au Cameroun, le 30 juillet 1951, est un peintre et sculpteur camerounais. Artiste plasticien (peintre et sculpteur) depuis 1976, il est autodidacte. Il vit et travaille à Yaoundé, au Cameroun. 

## Biographie
Influencé par les gravures et les tatouages qu’il observait sur le corps de sa grande mère et les pilonnes des maisons royales de l’Ouest du Cameroun, il dessine beaucoup durant son enfance au village. Il s’initie alors à différents types de pratiques artistiques (sculpture, mise en couleur, bijouterie, vannerie, tissage) dont la combinaison caractérisera son futur travail. 
Accueilli en résidence de création à Douala par doual'art pendant trois ans, de 1993 à 1996, Sumegné a réalisé La Nouvelle Liberté, sculpture monumentale de 12 mètres de hauteur. Il a été invité à créer des œuvres d'extérieur au Gabon, en France, en Allemagne. Sa dernière réalisation urbaine est Le monument pour la Paix, pour la biennale d'art contemporain de Bangui, en République centrafricaine.
Joseph-Francis Sumégné a exposé dans plusieurs pays dont le Japon pour la triennale d'Osaka (1998) et aux Pays-Bas pour la triennale d'Arhnem (2008). En 2004, il a participé à la biennale de Dakar, dans une exposition individuelle de la sélection officielle, où il a présenté Les neuf notables pour la première fois à un public international.
Sa dernière grande présentation publique a eu lieu en 2014 à ArtFair Londres, au Royaume- Uni. En 2015, il renoue avec la peinture.

## Œuvre
Le travail de Joseph-Francis Sumégné est caractérisé par une fusion de différentes disciplines d'art plastique et d'art appliqué (sculpture, mise en couleur, bijouterie, vannerie, tissage). Ses œuvres sont marquées par les influences de la sculpture traditionnelle de sa région d'origine. La fusion d’objets trouvés liés par du fil de cuivre, et des points de couture qu’il invente, le confronte au défi du volume libre.
Concrétisant ses désirs, peines, passions, indignations et rêves grâce à ses sculptures, Sumégné invente sa philosophie et la technique du JALA'A pour manifester et magnifier le dépassement de soi. Les sujets traités par Sumégné sont multiples : masques et personnages de pouvoirs tradionnels, hommes et femmes en mouvement (danseuses, pouss-pousseurs), scènes de son environnement quotidien...

### La Nouvelle Liberté

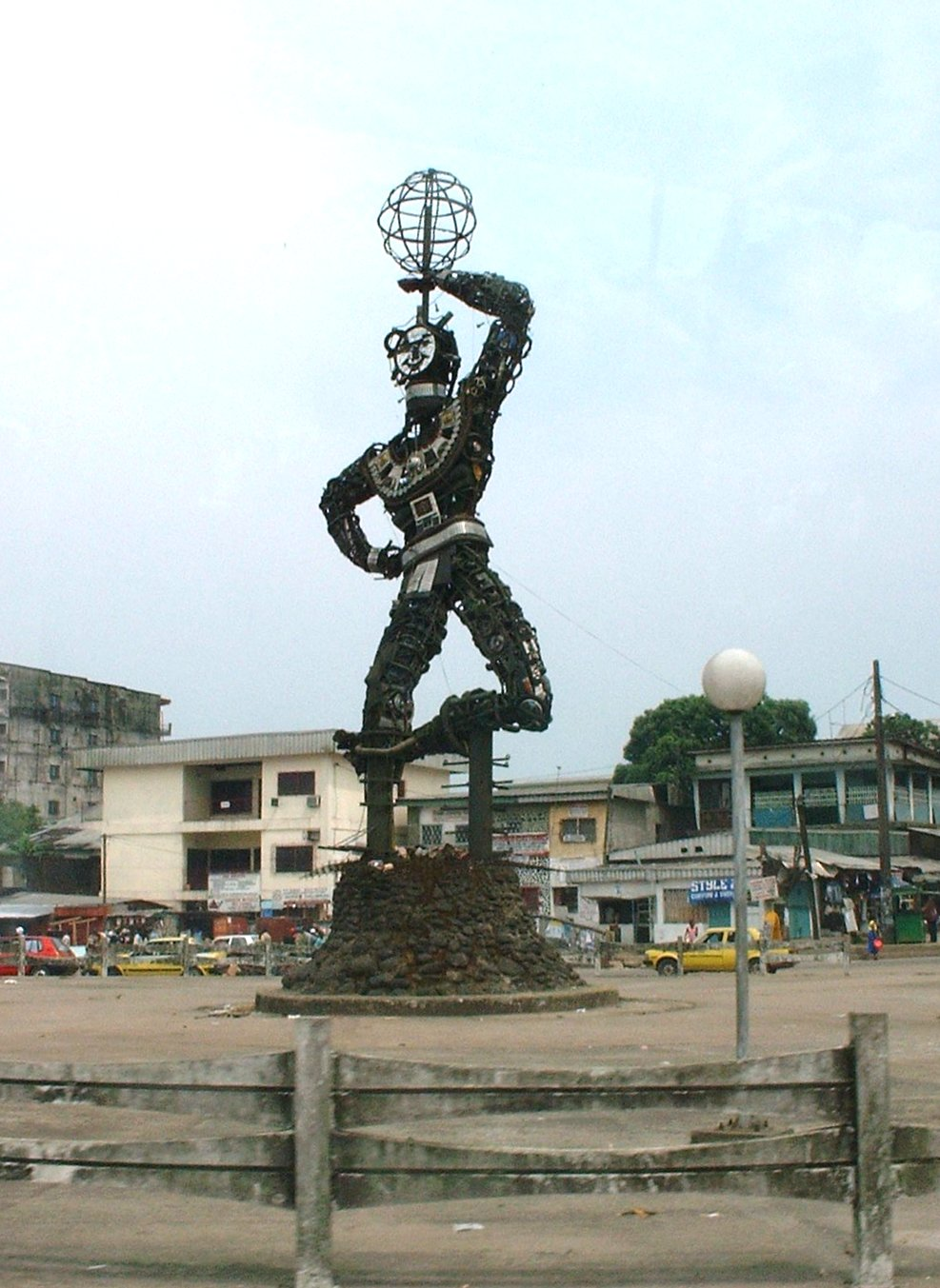
Joseph Francis Sumégné, La Nouvelle Liberté, 1996

La Nouvelle Liberté est une sculpture monumentale de l'artiste Joseph-Francis Sumégné, placée dans le rond-point Deïdo, l'un des ronds-points de plus grand passage de Douala. La sculpture mesure 12 mètres de haut, comme un immeuble de trois étages. L'œuvre est réalisée avec des matériaux recyclés, conçue avec la participation des communautés locales et financée par quarante partenaires, y compris la coopération française, aussi bien que les responsables de Doual'art. Dès son inauguration, la sculpture a suscité un débat animé qui a été l'un des éléments clés du projet : il a animé toute la ville, obligé les autorités locales à prendre des mesures pour nettoyer le rond-point, a fait réfléchir sur le sens du développement urbain, sur ses méthodes et ses priorités.

### Les neuf notables

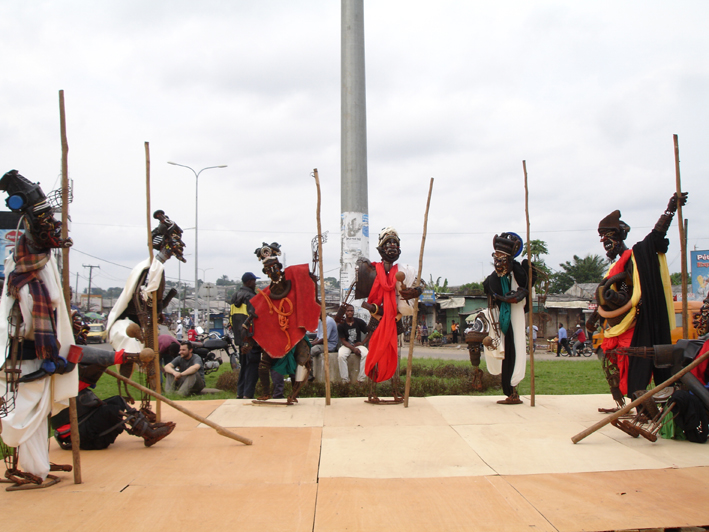
Représentation artistique par Joseph-Francis Sumégné des neuf notables Bamiléké

## Expositions

### Expositions personnelles
- 2008 
  - Mouvements de poussière-Espace doual'art, Douala
- 2005 
  - Les neuf Notables-Espace doual'art, Douala
- 2003 
  - Exposition sans titre de Joseph-Francis Sumégné-Espace doual'art, Douala
- 2002 
  - Exposition de sculptures de Joseph-Francis Sumégné-Espace doual'art, Douala

### Expositions collectives
- 2010
  - Cameroonian Touch.2, Espace doual'art, Douala
- 2008
  - Sonsbeek 2008: grandeur, Sonsbeek International Sculpture Exhibition, Arnhem
- 2007
  - Africa Remix -Contemporary art of a continent, Johannesburg Art Gallery (JAG), Johannesburg
- 2006
  - Africa Remix -Contemporary Art of a Continent, Mori Art Museum, Tokyo
  - Guerre contre la Pauvreté, Espace doual'art, Douala
- 2005
  - Africa Remix -l'art contemporain d'un continent, Centre Pompidou - Musée National d'Art Moderne, Paris
  - Africa Remix -Contemporary Art of a Continent, Hayward Gallery, Londres
- 2004
  - Africa Remix -Zeitgenössische Kunst eines Kontinents, Museum Kunst Palast, Düsseldorf
  - 6e Biennale de l'Art africain contemporain, Dak'Art Biennale de Dakar, Dakar
- 1998
  - Dak'Art 1998, Biennale de l'Art africain contemporain, Dak'Art Biennale de Dakar, Dakar